# ホナタン・サッバティーニ
ホナタン・マキシミリアーノ・サッバティーニ・ペルフェクト（Jonathan Maximiliano Sabbatini Perfecto、1988年3月31日 - ）は、ウルグアイ・パイサンドゥー出身のイタリア系ウルグアイ人サッカー選手。ACベッリンツォーナ所属。ポジションはMF。

## 人物
サッバティーニ自身はウルグアイ生まれだが、両親はイタリア系のため、イタリアのパスポートを所持している。